# Selección de fútbol del Reino Unido
La selección de fútbol del Reino Unido, o selección de fútbol de Gran Bretaña, es el equipo formado por jugadores de nacionalidad británica que representa al Reino Unido de Gran Bretaña e Irlanda del Norte en partidos internacionales. No existe una selección absoluta del Reino Unido oficialmente reconocida, puesto que sus cuatro países constitutivos cuentan con federaciones y selecciones propias (Escocia, Gales, Inglaterra e Irlanda del Norte), que compiten por separado en los campeonatos internacionales organizados por la FIFA y la UEFA. Una selección absoluta británica únicamente disputó algunos partidos amistosos en los años de la posguerra.
El torneo olímpico de fútbol es la única competición auspiciada por la FIFA donde el Reino Unido ha participado con un combinado unificado. La selección de fútbol amateur absoluta del Reino Unido participó en cinco ediciones de los Juegos Olímpicos entre 1908 y 1948, obteniendo la medalla de oro en dos ocasiones.Y participó con planteles amateurs en los Juegos Olímpicos de 1952, 1956 y 1960. Tras 52 años de ausencia, en los Juegos Olímpicos de Londres 2012 volvió a participar la selección del Reino Unido (como Gran Bretaña), con un equipo profesional pero de categoría sub-23. Históricamente la selección olímpica de fútbol del Reino Unido ha sido organizada por la Federación Inglesa de Fútbol (The Football Association), que es miembro del Comité Olímpico Británico, e integrada, de manera predominante, por futbolistas ingleses.

## Estadísticas

### Juegos Olímpicos
| Juegos Olímpicos                                                                                         | Juegos Olímpicos              | Juegos Olímpicos              | Juegos Olímpicos              | Juegos Olímpicos              | Juegos Olímpicos              | Juegos Olímpicos              | Juegos Olímpicos              |
| Año | Ronda                         | J                             | G                             | E                             | P                             | GF                            | GC                            |
| --- | ----------------------------- | ----------------------------- | ----------------------------- | ----------------------------- | ----------------------------- | ----------------------------- | ----------------------------- |
| 1908 | Campeón                       | 3                             | 3                             | 0                             | 0                             | 18                            | 1                             |
| 1912 | Campeón                       | 3                             | 3                             | 0                             | 0                             | 15                            | 2                             |
| 1920 | Primera ronda                 | 1                             | 0                             | 0                             | 1                             | 1                             | 3                             |
| 1924 | No participó                  | No participó                  | No participó                  | No participó                  | No participó                  | No participó                  | No participó                  |
| 1928 | No participó                  | No participó                  | No participó                  | No participó                  | No participó                  | No participó                  | No participó                  |
| 1932 | No hubo competición de fútbol | No hubo competición de fútbol | No hubo competición de fútbol | No hubo competición de fútbol | No hubo competición de fútbol | No hubo competición de fútbol | No hubo competición de fútbol |
| 1936 | Octavos de final              | 2                             | 1                             | 0                             | 1                             | 6                             | 5                             |
| 1948 | Cuarto lugar                  | 4                             | 2                             | 0                             | 2                             | 9                             | 11                            |
| Desde 1952 los Juegos Olímpicos los disputan selecciones amateurs, y a partir de 1992 selecciones sub-23 |                               |                               |                               |                               |                               |                               |                               |
| Total | 5/7                           | 13                            | 9                             | 0                             | 4                             | 49                            | 22                            |

## Historia

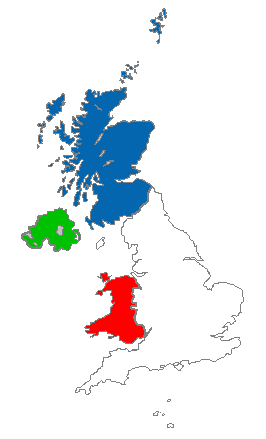
Las cuatro federaciones de fútbol del Reino Unido.
Escocia
Gales
Inglaterra
Irlanda del Norte

### Orígenes de las selecciones británicas (Home Nations)
El Reino Unido nunca ha contado con una federación de fútbol a nivel nacional. Existen, en su lugar, federaciones de cada uno de los cuatro países constituyentes (denominados Home Nations en inglés) que forman el Reino Unido: Inglaterra, Escocia, Gales e Irlanda del Norte. Esta particularidad tiene su origen en el propio nacimiento y desarrollo del fútbol, deporte cuyas raíces se encuentran en territorio británico.
En 1863 once clubes y colegios de Londres fundaron la primera federación de fútbol del mundo, The Football Association (en español, «La Asociación de Fútbol»). En 1872 se disputó el que se considera el primer partido internacional de fútbol entre selecciones de Inglaterra y Escocia. Al año siguiente siete clubes escoceses se unieron para crear su propia federación, la Asociación Escocesa de Fútbol (Scottish Football Association). En 1876 se creó la Asociación de Fútbol de Gales y 1880 la Asociación Irlandesa de Fútbol, que por entonces abarcaba toda la Isla de Irlanda. Debido a las diferencias en las reglas del juego que aplicaba cada territorio, en 1882 las cuatro federaciones británicas fundaron la International Football Association Board, organismo encargado de establecer un reglamento estándar. Ello permitió poner en marcha el primer torneo internacional de fútbol, el British Home Championship, disputado anualmente por las cuatro selecciones de las Home Nations.
Cuando en 1904 se fundó en París la Federación Internacional de Fútbol Asociación (FIFA) las cuatro asociaciones del Reino Unido y sus respectivas selecciones contaban ya con un largo historial de actividad. Los británicos mostraron poco interés en el nuevo organismo rector del fútbol mundial y ninguna de sus cuatro federaciones participaron en la fundación de la FIFA. Finalmente, tras largas negociaciones, en 1905 la Asociación Inglesa de Fútbol (FA) ingresó en la FIFA y posteriormente le siguieron Escocia, Gales e Irlanda. Aunque los estatutos originales de la FIFA únicamente aceptaban a una asociación miembro por Estado soberano, las cuatro federaciones británicas fueron excepcionalmente admitidas por separado, en reconocimiento a su trayectoria histórica. Este reconocimiento singular permitiría que Inglaterra, Escocia, Gales e Irlanda del Norte pudiesen participar con sus propias selecciones en los futuros campeonatos internacionales de la FIFA, como la Copa Mundial de Fútbol.

### La selección del Reino Unido en los Juegos Olímpicos

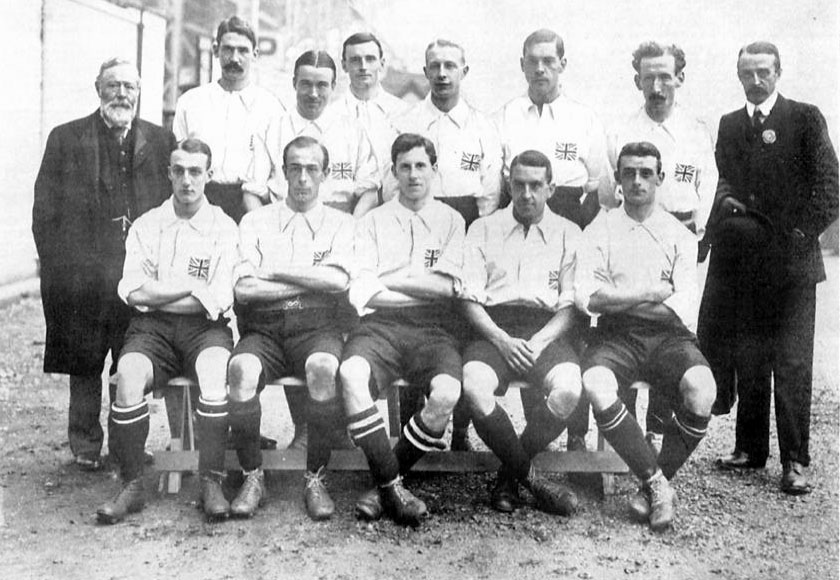
Selección amateur de Inglaterra, que compitió en los Juegos Olímpicos de 1908 bajo el nombre y la bandera del Reino Unido, conquistando la medalla de oro.

El fútbol entró en el programa olímpico como deporte de exhibición en 1900. Los participantes fueron instituciones deportivas, dado que la mayoría de países no contaban todavía con selecciones nacionales. El representante británico fue el club inglés Upton Park F.C., a la postre vencedor del torneo. En el torneo olímpico de fútbol de San Luis 1904 no hubo participación europea.
Para los Juegos Olímpicos de 1908 en Londres la FA obtuvo la autorización del Comité Olímpico Internacional (COI) para organizar la competición de fútbol, que por primera vez se celebraba con carácter oficial. El Reino Unido participó con un equipo organizado por la propia FA, integrado exclusivamente por jugadores ingleses. Aunque esta selección aparece en las actas oficiales como «Reino Unido», algunas fuentes consideran que el equipo británico era, de facto, la selección amateur de Inglaterra, creada en 1906.
Aun sin contar con profesionales, los anfitriones mostraron su superioridad sobre el fútbol continental y ganaron la medalla de oro. Eliminaron a Suecia, a los Países Bajos y, finalmente, derrotaron a Dinamarca en la final por 2-0, con goles de Vivian Woodward y Frederick Chapman.

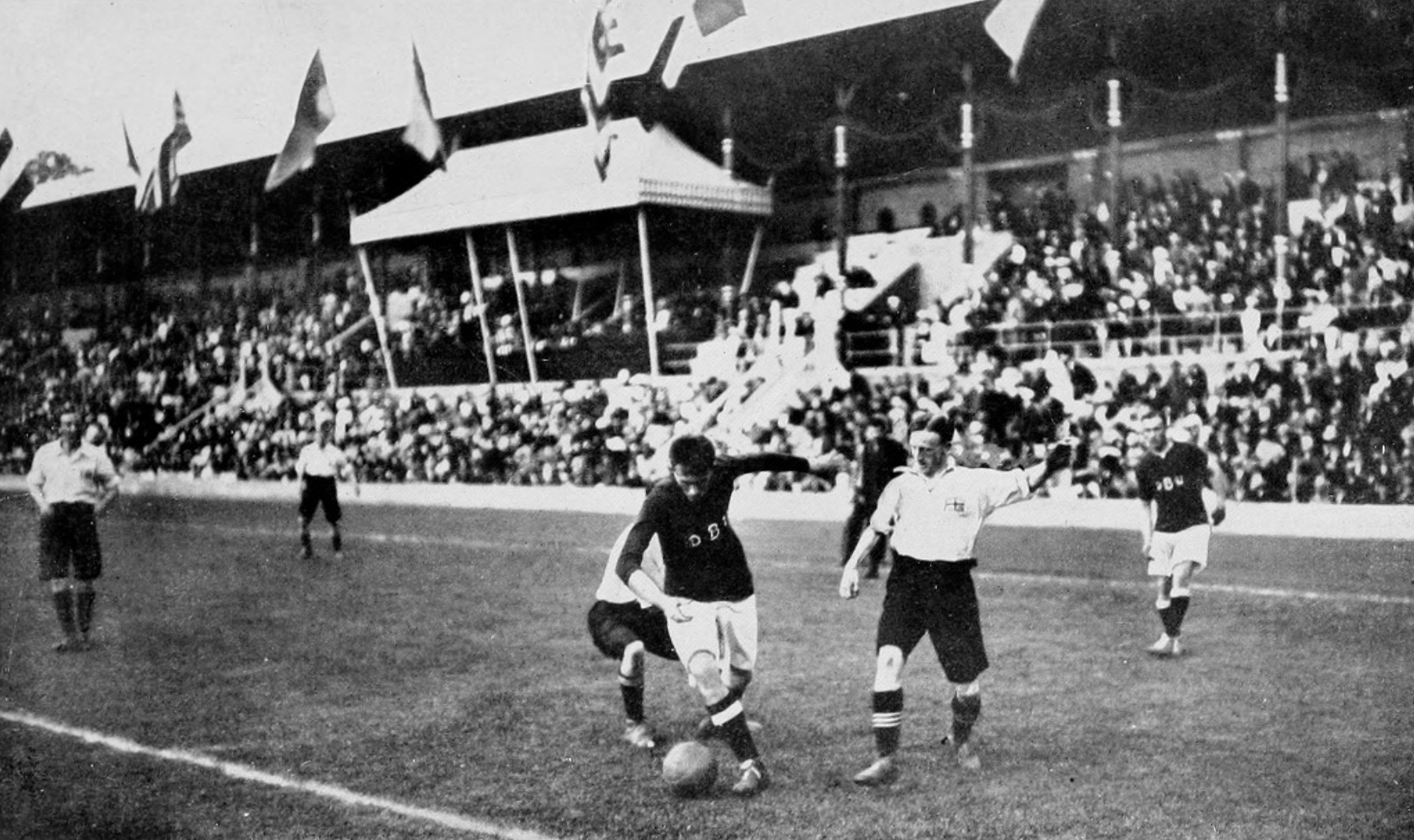
Instante de la final de los Juegos Olímpicos de 1912 entre el Reino Unido y Dinamarca (4-2).

En los Juegos Olímpicos de Estocolmo 1912 la selección del Reino Unido, nuevamente conformada por jugadores amateurs ingleses, revalidó el oro. Los británicos volvieron a ganar los tres partidos del torneo, incluyendo una nueva final contra Dinamarca, derrotada en esta ocasión por 4-2.
Tras la pausa por la Primera Guerra Mundial, en 1920 se retomó la actividad olímpica con los Juegos de Amberes, donde la selección del Reino Unido fue sorpresivamente eliminada en primera ronda por Noruega. Como en las citas precedentes, los británicos habían presentado un combinado de jugadores ingleses amateurs, a diferencia de otras selecciones, que incluían profesionales encubiertos. Las discrepancias acerca del amateurismo y las rencillas de la Gran Guerra —los británicos pedían la exclusión de las Potencias Centrales de las competiciones— llevaron a las cuatro federaciones británicas (Inglaterra, Escocia, Gales e Irlanda) a abandonar la FIFA. Por todo ello no hubo representación del fútbol británico en los Juegos Olímpicos de 1924 y 1928.
La creación de la Copa Mundial de la FIFA, reservando las Olimpiadas para los futbolistas exclusivamente amateurs, propició el regreso de los británicos en los Juegos de 1936, donde alcanzaron los cuartos de final, siendo eliminados por Polonia (5-4).
Tras la Segunda Guerra Mundial, Londres acogió nuevamente los Juegos Olímpicos en 1948. En esta ocasión la selección del Reino Unido formó un equipo con futbolistas amateurs de las cuatro naciones constituyentes, dirigido por el escocés Matt Busby. Tras superar a los Países Bajos y Francia, alcanzaron las semifinales, donde fueron eliminados por Yugoslavia. En el partido por la medalla de bronce, disputado en el Estadio de Wembley, los anfitriones fueron derrotados por Dinarmarca (5-3).
Londres 1948 marcó el inicio del declive de la selección del Reino Unido. En Helsinki 1952 los británicos fueron eliminados en primera ronda por Luxemburgo. Para los Juegos Olímpicos de 1956 la FA organizó nuevamente un equipo formado exclusivamente por ingleses para representar al Reino Unido, tras renunciar el resto de federaciones británicas a participar. Aunque fueron superados en la fase clasificatoria por Bulgaria, fueron finalmente repescados para acudir a Melbourne, por la renuncia de otras selecciones. Tras obtener una apabullante victoria por 9-0 ante Tailanda, en cuartos de final toparon nuevamente con Bulgaria. Debido a las políticas deportivas de los países del bloque del Este —patrocinio del Estado a los atletas no profesionales— los búlgaros participaban en los Juegos con su selección absoluta, un conjunto amateur mucho más fuerte que el combinado de futbolistas aficionados británicos. Esta diferencia se tradujo en una goleada búlgara por 6-1.
En 1960 el Reino Unido participó por última vez en unos Juegos Olímpicos en el siglo XX. Se formó un combinado de jugadores de los cuatro países constituyentes. La selección británica no logró superar la primera fase de grupos, tras perder con Brasil, empatar con Italia y lograr una estéril victoria contra China Taipéi. En las tres siguientes ediciones el Reino Unido no logró clasificarse para los Juegos Olímpicos.
En 1974 la Federación Inglesa puso fin a la distinción entre futbolistas profesionales y aficionados. Ello conllevó la desaparición de la selección inglesa amateur, que desde el principio había sido la base el equipo olímpico del Reino Unido. En consecuencia, la FA dejó de mandar representación a los Juegos Olímpicos, que continuaban reservados a selecciones amateurs.
En 1984 el COI levantó el veto a los futbolista profesionales, aunque limitando la participación a jugadores menores de 23 años. Desde 1992 el Campeonato de Europa Sub-21 ha determinado los países europeos clasificados para los Juegos Olímpicos. Al tratarse de un torneo organizado por la UEFA, en él participan, por separado, las selecciones de las cuatro naciones constituyentes del Reino Unido, que en varias ocasiones han obtenido la clasificación olímpica, aunque sin materializarse nunca. En 1992 y 1996 Escocia finalizó en cuarta posición de la Eurocopa Sub-21, lo que de daba acceso a los Juegos Olímpicos de Barcelona y Atlanta, respectivamente. Sin embargo la Asociación Escocesa de Fútbol renunció a la plaza al considerar que participar en los Juegos Olímpicos como Gran Bretaña habría puesto en peligro la independencia de sus selecciones nacionales. En 2007 Inglaterra también rechazó la plaza que había obtenido para Pekín 2008.

#### Londres 2012
La designación de Londres como sede de los Juegos Olímpicos para 2012 otorgó automáticamente al Reino Unido una plaza para disputar el torneo olímpico de fútbol, en su condición de país anfitrión, lo que reabrió el debate sobre la creación de una única selección británica. El Comité Olímpico Británico (BOA) se posicionó a favor este combinado, también apoyado por el presidente del Comité Organizador de Londres 2012, Sebastian Coe, y por el Primer ministro del Reino Unido, Gordon Brown. La propuesta de una selección del Reino Unido fue también respaldada por la Federación Inglesa de Fútbol (FA) e, inicialmente, por la de Irlanda del Norte (IFA). Por el contrario, desde el primer momento Escocia se opuso frontalmente, postura secundada por Gales y finalmente por la IFA. Las tres federaciones argumentaron que una selección conjunta del Reino Unido podía poner en peligro la continuidad de sus propias selecciones.
En 2005 el presidente de la FIFA, Joseph Blatter, aseguró que la participación conjunta del Reino Unido en los Juegos Olímpicos no afectaría al estatus independiente de las cuatro Home Nations en la Federación Internacional. Por el contrario, el secretario general de la UEFA, David Taylor, declaró en agosto de 2008 que la participación de Escocia en una selección del Reino Unido podía poner en peligro la continuidad de su selección. Sin embargo, en diciembre de ese mismo año el Comité Ejecutivo de la FIFA ratificó los postulados de Blatter. Paralelamente, la institución lanzó un ultimátum a las Home Nations para que llegasen a un acuerdo sobre la representación británica en el torneo olímpico de fútbol. En respuesta, en mayo de 2009 las federaciones de Irlanda del Norte, Escocia y Gales enviaron una carta conjunta a la FIFA comunicando que no participarían en el evento, a la vez que no impedirían que la Federación de Inglaterra (FA) representase, puntualmente, al conjunto del Reino Unido. Asimismo, las tres federaciones se opusieron a prestar a sus futbolistas para el combinado, aunque jugadores galeses como Gareth Bale y Aaron Ramsey manifestaron públicamente su deseo de participar. A este respecto, el vicepresidente de la FIFA, Jim Boyce, declaró que no existían limitaciones legales a la participación de futbolistas británicos no ingleses en la selección del Reino Unido.
El puesto de seleccionador fue originalmente ofrecido al escocés Alex Ferguson, quien a pesar de la petición expresa de Sebastian Coe y Gordon Brown rechazó el cargo. Finalmente, en octubre de 2011 la FA anunció que el seleccionador inglés sub-21, Stuart Pearce, dirigiría al combinado olímpico. En los meses siguientes la FA contactó con casi 200 jugadores de todo el Reino Unido para conocer su predisposición a ser seleccionados. El 2 de julio de 2012 se anunció la convocatoria definitiva del Reino Unido, formada por 18 jugadores, 13 ingleses y 5 galeses, entre estos últimos el capitán, Ryan Giggs. Quedaron fuera del equipo final algunos futbolistas que habían sido preleseccionados, como Gareth Bale, por lesión, o David Beckham, por estar cubierto el cupo de jugadores mayores de 23 años.
Tras 41 años sin jugar, el 20 de julio de 2012, el Reino Unido disputó un partido amistoso de preparación contra Brasil. Los británicos iniciaron su participación olímpica el 26 de julio, con un empate en la fase de grupos ante Senegal (1-1). Posteriormente vencieron a Emiratos Árabes (3-1) y Uruguay (1-0), obteniendo la clasificación para los cuartos de final, donde fueron eliminados por Corea del Sur (1-1 y 4-5 en la tanda de penaltis).

### Partidos amistosos
En dos ocasiones se ha configurado una selección del Reino Unido —bajo el nombre de Gran Bretaña— para celebrar partidos amistosos de carácter conmemorativo. La primera vez, el 10 de mayo de 1947, con motivo del reingreso de las cuatro federaciones británicas en la FIFA, se disputó un partido amistoso entre Gran Bretaña y una selección del resto de Europa. Bautizado como "El partido del Siglo" por la prensa, el evento congregó a 135 000 espectadores en el Hampden Park. En deferencia a sus anfitriones escoceses, los locales vistieron camiseta azul y pantalón blanco. A diferencia de las selecciones olímpicas que habían jugado hasta entonces, este combinado británico reunió por primera vez a profesionales de las cuatro Home Nations. Walter Winterbottom, por entonces seleccionador de Inglaterra, dirigió al cuadro de las islas, formado por cinco jugadores ingleses, tres escoceses, dos galeses y un norirlandés. Se alinearon Frank Swift, George Hardwick, Billy Hughes, Archie Macaulay, Jackie Vernon, Ron Burgess, Stanley Matthews, Wilf Mannion, Tommy Lawton, Billy Steel y Billy Liddell. Los británicos lograron la victoria por 6-1.
El 13 de agosto de 1955, para celebrar el 75 aniversario de la Asociación Irlandesa de Fútbol, el Windsor Park de Belfast acogió un partido entre las selecciones de Gran Bretaña y del resto de Europa. Los británicos vistieron con los colores de la selección norirlandesa —camiseta verde y pantalón blanco— en honor al aniversario local. El combinado, nuevamente dirigido por Walter Winterbottom, alineó a representantes de las cuatro naciones constitutivas del Reino Unido: Jack Kelsey (Gales), Peter Sillett (Inglaterra), Joe McDonald (Escocia), Danny Blanchflower (Irlanda del Norte), John Charles (Gales), Bertie Peacock (Irlanda del Norte), Stanley Matthews (Inglaterra), Bobby Johnstone (Escocia), Roy Bentley (Inglaterra), Jimmy McIlroy (Irlanda del Norte) y Billy Liddell (Escocia). A pesar de estar capitaneados por Stanley Matthews, considerado uno de los mejores jugadores del momento, y de avanzarse con un gol de Johnstone, los británicos terminaron derrotados por 1-4.
Algunas fuentes también recogen el partido de despedida de Stanley Matthews, disputado en 1965, como un encuentro entre la selección del Reino Unido y del resto de Europa. Sin embargo, aunque el equipo local era un combinado de jugadores británicos —incluyendo al propio Matthews—, jugó bajo el nombre de «Stan's XI» y vistió el uniforme del Stoke City, club del futbolista homenajeado.

### Selección máster
La selección máster del Reino Unido jugó la Copa Pelé 1989 en donde quedaría ubicada en el último lugar.